# Argenis Tortolero
Argenis Tortolero (Bejuma, Venezuela, 16 de marzo de 1941-Valencia, Venezuela, 3 de agosto de 2011) fue un futbolista venezolano que durante su carrera solía jugar como delantero. Fue el autor del primer gol de la selección nacional de fútbol en una eliminatoria mundialista. Fue padre del también futbolista Edson Tortolero, abuelo de Edson Alejandro Tortolero, suegro de Juan Arango y abuelo de Juan Arango Jr.

## Carrera

### Clubes
La afición de Tortolero por el fútbol comenzó durante sus años en la escuela salesiana, jugando en las divisiones juveniles. Sin embargo, su primer equipo en el torneo venezolano fue el Valencia, en el cual jugó durante la temporada 1964 de la Primera División. Al año siguiente fue fichado por el Lara, siendo con este club con el que ganó su único título en el campeonato nacional. Entre 1966 y 1967 jugó para el Litoral, luego de lo cual regresó al Valencia entre 1969 y 1970. En 1973 militaría para el Portuguesa, siendo éste el último club de su carrera futbolística.

### Selección nacional
En 1958, Tortolero fue convocado para la selección sub-20 de Venezuela que participó en el Campeonato Sudamericano Juvenil de ese año. Sin embargo, debutó para la selección mayor el 16 de mayo de 1965 en un partido contra Perú, siendo el primero de Venezuela en las eliminatorias mundialistas. El 30 de mayo siguiente, Tortolero hizo historia al anotar el primer gol venezolano en dichas eliminatorias, al minuto 40 del partido de vuelta contra Uruguay, cuyo arco estaba defendido por Ladislao Mazurkiewicz. Ese también sería el único gol de Tortolero con la selección.
También integró la plantilla venezolana que debutó en el Campeonato Sudamericano de 1967. Al término del certamen, y en apenas dos años, totalizó diez partidos jugados con la «Vinotinto».

## Palmarés

### Campeonatos nacionales
| Título                        | Club | País      | Año  |
| ----------------------------- | ---- | --------- | ---- |
| Primera División de Venezuela | Lara | Venezuela | 1965 |